# Fika (Nigeria)
Fika è una local government area e città nigeriana, nello stato federato di Yobe.
È situata a circa 480 chilometri di distanza dalla capitale Abuja. La sua altitudine media è di 380 metri sopra il livello del mare, ed è inserita in un contesto collinare-forestale.